# 1,1,3-Trichloraceton
1,1,3-Trichloraceton  ist eine chemische Verbindung aus der Gruppe der halogenierten Acetone und Ketone.

## Gewinnung und Darstellung
Die einfachste Herstellungsmethode von 1,1,3-Trichloraceton ist die direkte Einwirkung von Chlor auf Aceton. Hierbei ist jedoch mit der Bildung unerwünschter Nebenprodukte zu rechnen, da der bei der Chlorierungsreaktion frei werdende Chlorwasserstoff Kondensationsreaktionen von noch nicht umgesetztem Aceton begünstigt.
Bei alternativen Verfahren zur Herstellung von Di- und Trichloracetonen wird daher die Chlorierung von Aceton unter Ausschluss von Wasser bei Temperaturen bis zu 100 °C unter Verwendung des flüssigen Reaktionsgemisches selbst, das aus Di- und Trichloracetonen besteht, als Lösungsmittel durchgeführt. Außerdem wird zweckmäßig mit einem geringen Chlorüberschuss gearbeitet. Bei diesem Verfahren können intermolekulare Kondensationen des Acetons weitgehend unterdrückt und hohe Ausbeuten an chloriertem Produkt, bezogen auf eingesetztes Aceton, erreicht werden. Die Endprodukte sind jedoch Rohgemische aus Di- und Trichloraceton, wobei der Anteil der Trichloracetone, die selbst Rohgemische aus 1,1,1-Trichloraceton und 1,1,3-Trichloraceton sind, bei Einsatz entsprechend höherer Chlormengen zunimmt. Die selektive Herstellung von 1,1,3-Trichloraceton ist nach diesem Verfahren nicht möglich.
Auch die Einwirkung von Chlor auf Chloraceton oder 1,1-Dichloraceton oder Gemischen hiervon in wässrig-alkalischem Reaktionsmedium führt vorwiegend zur Bildung von 1,1,1-Trichloraceton.
Wenn Aceton, Chloraceton oder 1,1-Dichloraceton, einzeln oder im Gemisch bei Temperaturen im Bereich von 10 bis 80 °C mit höchstens äquimolaren Chlormengen in Gegenwart von Iod oder einer im Reaktionsgemisch löslichen Iodverbindung umgesetzt werden, können Ausbeuten von 98 % erreicht werden.

## Eigenschaften
1,1,3-Trichloraceton ist eine brennbare, schwer entzündbare Flüssigkeit. Ihre wässrige Lösung reagiert sauer.

## Verwendung
1,1,3-Trichloraceton wird als Synthesebaustein für Folsäure, Vitamine und agrochemische Substanzen und Wirkstoffe verwendet.

## Sicherheitshinweise
Die Dämpfe von 1,1,3-Trichloraceton können mit Luft ein explosionsfähiges Gemisch (Flammpunkt 79 °C, Zündtemperatur 540 °C) bilden.

## Externe Links zu erwähnten Verbindungen
1. ↑  Externe Identifikatoren von bzw. Datenbank-Links zu 1,1-Dichloraceton:  CAS-Nr.: 513-88-2, EG-Nr.: 208-175-7, ECHA-InfoCard: 100.007.433, GESTIS: 493162, PubChem: 10567, ChemSpider: 21106512, Wikidata: Q27283898.